# Hinduja Group
Hinduja Group er et indisk konglomerat med hovedkvarter i Mumbai. De driver forretning indenfor bilindustri, olie & kemi, bank, finans, IT, sundhed, handel, infrastruktur, medier, underholdning, elektricitet og ejendomme.
Virksomheden blev etableret i 1914 af Parmanand Hinduja.